# Langer Haussee
Der Lange Haussee ist ein Rinnensee in der Gemeinde Höhenland im brandenburgischen Landkreis Märkisch-Oderland.

## Naturräumliche Lage
Der See liegt in der eiszeitlichen Schmelzwasserrinne des Gamengrundes, der als Geotop das Hochplateau des Barnim durchschneidet, in dem großen zusammenhängenden Waldgebiet nördlich von Strausberg bei Berlin, das sich von Hirschfelde im Südwesten bis Sternebeck im Nordosten erstreckt. Zwischen dem Nordufer des Sees und dem Ortsrand von Leuenberg liegen etwa 600 m.
Der Wasserspiegel liegt durchschnittlich 77,7 m ü. NHN, ist aber korrespondierend mit dem regionalen Grundwasserstand deutlichen Schwankungen von 1,5 bis 2,5 m ausgesetzt. Der See gehört zu einem oberflächlich abflusslosen Gebiet, speist aber zusammen mit den beiden südwestlichen Nachbarseen, Mittelsee und Gamensee, durch unterirdische natürliche Abflüsse das im südlichsten Teil des Gamengrundes entspringende Fredersdorfer Mühlenfließ.
Der etwa 1,5 Kilometer lange See ist mit einer Fläche von 14,5 Hektar der zweitgrößte des Gamengrundes. Er ist umgeben von einem schmalen Röhrichtsaum und einem uferbegleitenden Erlenbestand. Der ein bis drei Meter breite Röhrichtstreifen wird von Rohrkolben dominiert. Im nordöstlichen Teil kommen punktuell Schilf, Ästiger Igelkolben und Teich-Schachtelhalm vor, im östlichen auch der Einfache Igelkolben. An die Röhrichte grenzen landwärts Bestände der Sumpf-Segge, die in junge Erlenbestände übergehen. Der Lange See weist Tauchfluren mit dem Ährigen Tausendblatt, dem Schwimmenden Laichkraut und dem Alpen-Laichkraut auf.

## Wirtschaftliche Nutzung, Tourismus und Freizeitgestaltung
Der Lange Hausee wird sowohl als Badesee wie auch als Angelgewässer genutzt. Geangelt werden Flussbarsch, Zander, Hecht, Karpfen und Rotauge. Der See wird darüber hinaus von einem Fischereibetrieb in Prötzel bewirtschaftet. Die Trasse der ehemaligen Wriezener Bahn, die den Gamengrund zwischen Mittelsee und Langem Haussee quert, wird touristisch für Draisinenfahrten genutzt.

## Name
Die Benennung ist von der relativen Länge des Gewässers motiviert. Im Schmettauschen Kartenwerk (1767–1787) ist er als „Langer Haus-See“ verzeichnet. Später hieß er – namensgleich mit einem nördlich von Leuenberg gelegenen See im Gamengrund – „Langer See“. Vom brandenburgischen Landesamt für Umwelt wurde der alte Name 2016 unter Berücksichtigung der aktuellen Rechtschreibung wieder übernommen.